# Вітовиці-Гурні
Вітовиці-Гурні (пол. Witowice Górne) — село в Польщі, у гміні Лососіна-Дольна Новосондецького повіту Малопольського воєводства.
Населення — 457 осіб (2011).
У 1975-1998 роках село належало до Новосондецького воєводства.

## Демографія
Демографічна структура станом на 31 березня 2011 року:
|          | Загалом | Допрацездатний вік | Працездатний вік | Постпрацездатний вік |
| -------- | ------- | ------------------ | ---------------- | -------------------- |
| Чоловіки | 245     | 67                 | 147              | 31                   |
| Жінки    | 212     | 49                 | 128              | 35                   |
| Разом    | 457     | 116                | 275              | 66                   |